# Собь (посёлок)
Собь — упразднённый посёлок в составе городского округа Лабытнанги Ямало-Ненецкого автономного округа России. Исключен из учётных данных в 2006 году.

## География
Располагался на Полярном Урале, на левом берегу реки Соби, у станции Собь железнодорожной линии Чум — Лабытнанги Северной железной дороги.

## Население
| 1989 | 2002 |
| ---- | ---- |
| 61   | ↘59  |

По переписи 1989 года в посёлке проживал 61 человек (36 мужчин и 25 женщин). По итогам переписи 2002 года проживало 59 человек (36 мужчин и 23 женщины), в национальной структуре населения русские составляли 76 %.